# Казе Понте Енца (Ређо Емилија)
Казе Понте Енца је насеље у Италији у округу Ређо Емилија, региону Емилија-Ромања.
Према процени из 2011. у насељу је живело 247 становника. Насеље се налази на надморској висини од 55 м.